# Afiq Fazail
Muhammad Afiq bin Fazail (Pontian, 29 settembre 1994) è un calciatore malaysiano, centrocampista dello Johor Darul Ta'zim e della Nazionale malaysiana.

## Carriera

### Club
Dopo aver militato nelle giovanili dello Johor FC, nel 2014 ha giocato nell'Harimau Muda B. Nel 2015 è passato allo Johor Darul Ta'zim II. Nella stagione 2017 è stato promosso in prima squadra.

### Nazionale
Ha debuttato in Nazionale il 10 novembre 2017, in Corea del Nord-Malaysia (4-1). Ha partecipato, con la selezione malaysiana, alla Coppa d'Asia 2023. È sceso in campo, inoltre, nelle qualificazioni ai Mondiali 2022 e 2026, oltre che nelle qualificazioni alla Coppa d'Asia 2019.

## Statistiche

### Cronologia presenze e reti in nazionale
Statistiche aggiornate al 24 dicembre 2024.

| Cronologia completa delle presenze e delle reti in nazionale ― Malaysia | Cronologia completa delle presenze e delle reti in nazionale ― Malaysia | Cronologia completa delle presenze e delle reti in nazionale ― Malaysia | Cronologia completa delle presenze e delle reti in nazionale ― Malaysia | Cronologia completa delle presenze e delle reti in nazionale ― Malaysia | Cronologia completa delle presenze e delle reti in nazionale ― Malaysia | Cronologia completa delle presenze e delle reti in nazionale ― Malaysia | Cronologia completa delle presenze e delle reti in nazionale ― Malaysia |
| Data                                                                    | Città                                                                   | In casa                                                                 | Risultato                                                               | Ospiti                                                                  | Competizione                                                            | Reti                                                                    | Note                                                                    |
| ----------------------------------------------------------------------- | ----------------------------------------------------------------------- | ----------------------------------------------------------------------- | ----------------------------------------------------------------------- | ----------------------------------------------------------------------- | ----------------------------------------------------------------------- | ----------------------------------------------------------------------- | ----------------------------------------------------------------------- |
| 10-11-2017                                                              | Buriram                                                                 | Corea del Nord                                                          | 4 – 1                                                                   | Malaysia                                                                | Qual. Coppa d'Asia 2019                                                 | -                                                                       | 67’                                                                     |
| 22-3-2018                                                               | Kuala Lumpur                                                            | Malaysia                                                                | 2 – 2                                                                   | Mongolia                                                                | Amichevole                                                              | -                                                                       |                                                                         |
| 14-11-2019                                                              | Kuala Lumpur                                                            | Malaysia                                                                | 2 – 1                                                                   | Thailandia                                                              | Qual. Mondiali 2022                                                     | -                                                                       | 81’                                                                     |
| 19-11-2019                                                              | Kuala Lumpur                                                            | Malaysia                                                                | 2 – 0                                                                   | Indonesia                                                               | Qual. Mondiali 2022                                                     | -                                                                       | 80’                                                                     |
| 21-11-2023                                                              | Taipei                                                                  | Taiwan                                                                  | 0 – 1                                                                   | Malaysia                                                                | Qual. Mondiali 2026                                                     | -                                                                       | 62’                                                                     |
| 8-1-2024                                                                | Doha                                                                    | Siria                                                                   | 2 – 2                                                                   | Malaysia                                                                | Amichevole                                                              | -                                                                       | 65’                                                                     |
| 15-1-2024                                                               | Al Wakrah                                                               | Malaysia                                                                | 0 – 4                                                                   | Giordania                                                               | Coppa d'Asia 2023 - Gironi                                              | -                                                                       | 80’                                                                     |
| 4-9-2024                                                                | Kuala Lumpur                                                            | Malaysia                                                                | 2 – 1                                                                   | Filippine                                                               | Amichevole                                                              | -                                                                       | 34’                                                                     |
| Totale                                                                  |                                                                         | Presenze                                                                | 8                                                                       |                                                                         | Reti                                                                    | 0                                                                       |                                                                         |

## Palmarès

### Club

#### Competizioni nazionali
- Liga Super: 8

Johor: 2017, 2018, 2019, 2020, 2021, 2022, 2023, 2024-2025
- Coppa della Malaysia: 5

Johor: 2017, 2019, 2022, 2023, 2024-2025
- Malaysia FA Cup: 3

Johor: 2022, 2023, 2024
- Piala Sumbangsih: 6

Johor: 2018, 2019, 2020, 2021, 2022, 2023